# Eumicrotremus asperrimus
Eumicrotremus asperrimus är en fiskart som först beskrevs av Tanaka 1912.  Eumicrotremus asperrimus ingår i släktet Eumicrotremus och familjen sjuryggsfiskar. Inga underarter finns listade i Catalogue of Life.